# أوليف دتون غرين
أوليف دتون غرين (بالإنجليزية: Olive Dutton Green)‏ هي فنانة أسترالية، ولدت في فبراير 1878، وتوفيت في يوليو 1930.